# Yoon Jin-hee
Yoon Jin-hee (in coreano: 윤진희, Hanja: 尹眞熙; Wonju, 4 agosto 1986) è una sollevatrice sudcoreana.
Il 10 agosto 2008 ha conquistato la medaglia d'argento alle Olimpiadi di Pechino 2008 nella categoria 53 kg sollevando 213 kg.
È sposata con il sollevatore Won Jeong-sik da cui ha avuto due figli.